# Chikkamaralavadi, Kanakapura
Chikkamaralavadi là một làng thuộc tehsil Kanakapura, huyện Ramanagara, bang Karnataka, Ấn Độ.